# Psychopsiella limminghei
Psychopsiella limminghei là một loài thực vật có hoa trong họ Lan. Loài này được (E.Morren ex Lindl.) Lückel & Braem miêu tả khoa học đầu tiên năm 1982.